# Ochropyge ruficauda
Genre
Espèce
Ochropyge ruficauda est une espèce néotropicale de lépidoptères de la famille des Hesperiidae, de la sous-famille des Pyrginae et de la tribu des Pyrrhopygini.
Elle est l'unique représentante du genre monotypique Ochropyge.

## Dénomination
L'espèce Ochropyge ruficauda a été décrite par l'entomologiste britannique Kenneth John Hayward en 1932, sous le nom initial de Pyrrhopyge ruficauda. Le genre Ochropyge a quant à lui été décrit par Olaf Mielke en 2002.
L'espèce porte en anglais le nom vernaculaire de red-tailed skipper.

## Description
L'imago d'Ochropyge ruficauda est un papillon au corps trapu marron. 
Les ailes sont de couleur marron suffusé de violine et de vert métallisé avec une frange blanche aux ailes antérieures et sur la moitié des ailes postérieures puis se continue par une frange orange jusqu'à l'angle anal.

## Distribution
Ochropyge ruficauda est présente en Argentine et au Brésil.

## Protection
L'espèce n'a pas de statut de protection particulier.[réf. nécessaire]